# Nunligran
Nunligran (ros. Нунлигран) – wieś w Rosji, w Czukockim Okręgu Autonomicznym, w rejonie prowidieńskim. W 2010 liczyła 360 mieszkańców.